# Kathleen Sebelius
Kathleen Sebelius (15 de mayo de 1948) es una política estadounidense. Es miembro del Partido Demócrata. Gobernadora de Kansas entre 2003 y 2009, cuando asumió como secretaria de Salud y Servicios Humanos de Estados Unidos. El 10 de abril de 2014, después de cinco años en la administración Obama dimitió como secretaria debido a los problemas de puesta en marcha del Obamacare.

## Primeros años
Kathleen Gilligan nació en una familia católica en Cincinnati (Ohio, EE. UU.). Es hija del antiguo Gobernador del Estado de Ohio, John J. Gilligan. Estudió en centros religiosos como la Universidad Trinity Washington de Washington D. C., aunque fue en la Universidad de Kansas donde consiguió su Máster en Administraciones Públicas.
Se trasladó a Kansas en 1974, y fue elegida miembro de la Asamblea Estatal de Kansas en 1986. En 1994 abandonó la Asamblea para presentar su candidatura a Comisionada de Seguros de Kansas. Se convirtió en la primera demócrata elegida para dicho puesto en más de cien años. Allí adquirió notoriedad y popularidad, con medidas en defensa de las leyes medioambientales y contra determinadas empresas contaminantes. Renunció a recibir contribuciones de campaña de aseguradoras, y mantuvo la agencia fuera de la influencia de la industria de seguros.

## Gobernadora de Kansas  (2003-2009)
En 2002, con un Partido Republicano muy dividido, Sebelius consiguió la nominación demócrata como candidata al puesto de Gobernadora del Estado de Kansas. Obtuvo el 53% de los votos frente al 45% del republicano Tim Shallenburger. En poco tiempo se convirtió en uno de los gobernadores más populares. Además, se convertía en la primera gobernadora hija de un gobernador, lo que confirmaba una saga familiar dedicada a la política. En 2006 sería reelegida con el 58% de los votos.
La Gobernadora Sebelius eliminó los 1100 millones de dólares de deuda que heredó de la anterior administración, y equilibró el presupuesto sin aumentar los impuestos, descubriendo gastos estatales innecesarios y fomentando políticas de ahorro. Dio un enfoque consensuado a su gobierno, trabajando con una mayoría republicana en el Legislativo estatal.
En política educativa, propuso el incremento de los fondos para la educación infantil y para programas previos a la guardería. Y siendo Kansas uno de los estados más afectados por los huracanes, propuso la creación de cinco nuevos centros de entrenamiento para el personal de primeros auxilios y para la Guardia Nacional.
Se opone al aborto por convicción, pero no es partidaria de eliminar el derecho al aborto. Ha impulsado incentivos para la adopción y una extensión de los servicios de salud para embarazadas, que han permitido que durante su administración, los abortos inducidos se hayan reducido en un 12% en Kansas.
Es partidaria de la Segunda Enmienda, pero en 2006 vetó una ley que permitía a los residentes en Kansas mayores de veintiún años portar armas ocultas. El veto de la gobernadora fue revocado por el legislador estatal.
Sebelius sirve en el comité ejecutivo de la Asociación Nacional de Gobernadores. Presidió la Comisión de Educación de los Estados y la Asociación de Gobernadores Demócratas. En noviembre de 2005, la revista Time la incluyó entre los "cinco mejores Gobernadores de la Unión".
En las elecciones presidenciales de 2008, apoyó la candidatura del senador Barack Obama.

## Secretaria de Salud y Servicios Humanos de EE. UU.
El 28 de febrero de 2009, el presidente de los Estados Unidos, el demócrata Barack Obama, la nominó para el puesto de secretaria de Salud y Servicios Humanos de su país, confirmada por parte del Senado estadounidense. Dimitió el 10 de abril de 2014 presionada por el partido republicano e incluso el demócrata por su mala gestión en la puesta en marcha del Obamacare (servicio de salud pública de EE. UU.). Su labor en el departamento se centró en la creación de este gran servicio de salud pública. Fue sucedida el 11 de abril por Sylvia Mathews, que se desempeñaba como directora de la Oficina de Presupuestos de la Casa Blanca.[cita requerida]

## Vida personal
Está casada con el juez federal Gary Sebelius, del que recibe el apellido. Tiene dos hijos.